# Radiocarbon-Jahr

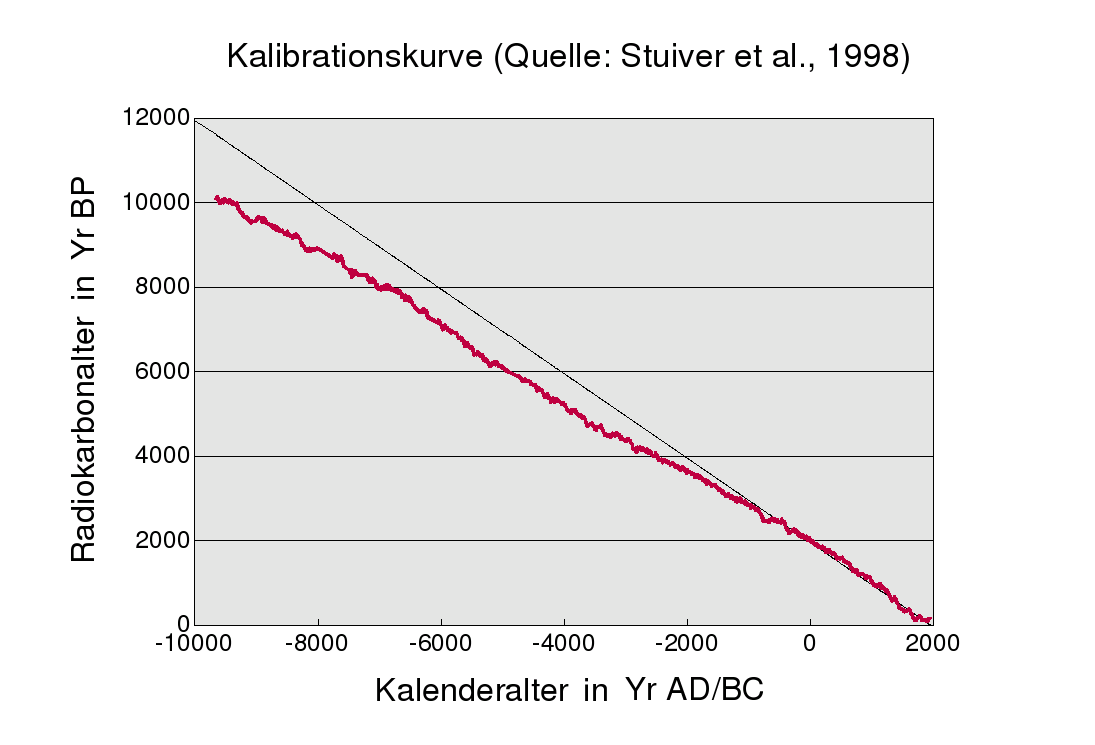
Abhängigkeit zwischen Radiokohlenstoffalter (Yr = Zeit in Jahren) und dem Dendro-Alter (Kalenderalter)- durch Dendrochronologie bestimmtes Alter – für die vergangenen zwölf Jahrtausende

Das Radiocarbon-Jahr (engl. Radiocarbon = Radiokohlenstoff) ist eine virtuelle Maßeinheit für Zeit nach der Radiokohlenstoffdatierung (im angloamerikanischen Sprachgebrauch als „Radiocarbonmethode“ bezeichnet). Es entspräche dann einem tropischen Jahr, wenn die ursprünglich gemachten Annahmen genau zuträfen:
1. Die Bildungsrate von 14C-Kernen auf der Erde war konstant auf dem heutigen Niveau und das Verhältnis 14C/12C vollkommen konstant. Mithilfe von Baumringen (Dendrochronologie) wurde inzwischen eine Kalibrationskurve erstellt, die die tatsächlichen Schwankungen erfasst.
2. Die verwendete Halbwertszeit ist korrekt. Tatsächlich ist sie rund 3 % zu klein. Zur Vergleichbarkeit mit älterer Literatur werden unkalibrierte 14C-Daten nach wie vor mit dem alten Wert berechnet angegeben.

14C-Jahre sind demnach nur eine andere Schreibweise für das gemessene Isotopenverhältnis und als chronologisch dimensionslos zu betrachten. Zu Kalenderjahren werden sie mittels Kalibrierung.
Siehe auch: Altersbestimmung